# Primera categoria del Campionat de Catalunya de futbol 1905-1906
Resultats de la lliga de Primera categoria del Campionat de Catalunya de futbol 1905-1906.

## Sistema de competició
El tercer Campionat de Catalunya va començar com una lliga amb 6 equips: Foot-ball Club X, Foot-ball Club Internacional, Foot-ball Club Barcelona, Català Foot-ball Club, Joventut Foot-ball Club i Club Espanyol de Foot-ball, segons els noms de l'època. Però les renúncies de Joventut i Espanyol van fer que un any més s'hagués d'improvisar el calendari de competició. Igual que en l'edició anterior, l'Associació va fer disputar els partits importants en els terrenys de joc més ben acondicionats, el de l'Hospital Clínic Nord (pertanyent a l'Espanyol i cedit a l'Associació) i el del Carrer Muntaner (pertanyent al Barcelona). Finalment, l'X guanyà el seu primer campionat, trencant així la fins aleshores hegemonia de Barcelona (3 títols) i Espanyol (2 títols). L'equip fundat pels germans Gibert es beneficià del desmantellament de l'Espanyol adquirint quatre jugadors seus: Galiardo, Munner, Oloriz i Sampere.

## Classificació
| Pos | Equip            | PJ | PG | PE | PP | GF | GC | DG  | Pts | Classificació |     | X Sporting Club | Futbol Club Internacional | Futbol Club Barcelona | Català Futbol Club | Joventut FC | Club Deportiu Espanyol |
| --- | ---------------- | -- | -- | -- | -- | -- | -- | --- | --- | ------------- | --- | --------------- | ------------------------- | --------------------- | ------------------ | ----------- | ---------------------- |
| 1   | FC X (C)         | 6  | 5  | 0  | 1  | 7  | 4  | +3  | 10  | Campió        |     | —               | 1–3                       | 2–0                   | (n/p)              |             |                        |
| 2   | FC Internacional | 6  | 4  | 0  | 2  | 11 | 9  | +2  | 8   |               |     | 0–1             | —                         | 4–2                   | (n/p)              |             |                        |
| 3   | FC Barcelona     | 6  | 3  | 0  | 3  | 16 | 10 | +6  | 6   |               | 1–2 | 5–0             | —                         | 5–2                   |                    |             |                        |
| 4   | Català FC        | 6  | 0  | 0  | 6  | 2  | 13 | −11 | 0   |               | 0–1 | 0–4             | 0–3                       | —                     |                    |             |                        |
| 5   | Joventut FC      | 0  | 0  | 0  | 0  | 0  | 0  | 0   | 0   | (Nota)        |     |                 |                           |                       |                    | —           |                        |
| 6   | Club Espanyol    | 0  | 0  | 0  | 0  | 0  | 0  | 0   | 0   | (Nota)        |     |                 |                           |                       |                    |             | —                      |

## Resultats
| Jornada | Data          | Local         |   | Visitant      |       | Resultat |       |
| ------- | ------------- | ------------- | - | ------------- | ----- | -------- | ----- |
| 1       | 7 gener 1906  | Català        | - | Barcelona     | 0     | -        | 3     |
| 2       | 14 gener 1906 | Internacional | - | Barcelona     | 4     | -        | 2     |
| 3       | 21 gener 1906 | Català        | - | X             | 0     | -        | 1     |
| 4       | 28 gener 1906 | Barcelona     | - | X             | 1     | -        | 2     |
| 4       | 4 març 1906   | Català        | - | Internacional | 0     | -        | 4     |
| 5       | 4 febrer 1906 | Internacional | - | X             | 0     | -        | 1     |
| 6       | 4 març 1906   | X             | - | Barcelona     | 2     | -        | 0     |
| 7       | 11 març 1906  | X             | - | Internacional | 1     | -        | 3     |
| 8       | 18 març 1906  | Internacional | - | Català        | (n/p) | (n/p)    | (n/p) |
| 9       | 25 març 1906  | Barcelona     | - | Català        | 5     | -        | 2     |
| 10      | 1 abril 1906  | Barcelona     | - | Internacional | 5     | -        | 0     |
| 11      | 8 abril 1906  | X             | - | Català        | (n/p) | (n/p)    | (n/p) |
|         |               |               |   |               |       |          |       |

Notes
- Jornada 4: el partit Català-Internacional jugat el 28 de gener (0-1),[3][4] fou anul·lat per l'Associació,[5] disputant-se un nou partit el 4 de març (0-4).[6][7]
- Jornada 5: el matx fou suspès al minut 60 (0-1),[5][8] donant-se per bo el resultat.[9]
- Jornada 8: el Català només presentà 5 jugadors i els punts foren assignats a l'Internacional.[10]
- Jornada 11: per segon cop, el Català només presentà 5 jugadors i els punts foren assignats a l'X que, sense haver de jugar, guanyava el campionat.[11]

## Golejadors
| Gols |                   |                  |
| ---- | ----------------- | ---------------- |
| 3    | Virgilio Da Costa | FC Barcelona     |
| 3    | Romà Forns        | FC Barcelona     |
| 3    | Guillem Galiardo  | FC X             |
| 2    | Francesc Sanz     | FC Barcelona     |
| 2    | Joan Bargunyó     | FC Barcelona     |
| 2    | Josep Quirante    | FC Barcelona     |
| 2    | Udo Steinberg     | FC Barcelona     |
| 1    | Charles Wallace   | FC Internacional |
| 1    | Enric Peris       | FC Internacional |
| 1    | Manel Rubio       | FC X             |
| 1    | J. Martínez       | FC X             |
| 1    | Carles Comamala   | FC Barcelona     |
| 1    | Antoni Moner      | FC X             |
| 1    | Stanley Harris    | FC Barcelona     |
|      |                   |                  |

Notes
- No hi ha dades del gol marcat per l'X al Català.
- No hi ha dades de 9 gols marcats per l'Internacional.
- No hi ha dades dels 2 gols marcats pel Català al Barcelona.